# Turó del Socarrat
El Turó del Socarrat és una muntanya de 1.298 metres que es troba entre els municipis de Montseny i Tagamanent, a la comarca del Vallès Oriental.